# Testudinella subdiscoidea
Testudinella subdiscoidea är en hjuldjursart som beskrevs av De Ridder 1983. Testudinella subdiscoidea ingår i släktet Testudinella och familjen Testudinellidae. Inga underarter finns listade i Catalogue of Life.